# 결혼작사 이혼작곡 시리즈
《결혼작사 이혼작곡》은 TV CHOSUN의 드라마인 임성한 작가 작품인 3부작의 시리즈이다
| 제목                | 연도 |
| ------------------- | ---- |
| 결혼작사 이혼작곡   | 2021 |
| 결혼작사 이혼작곡 2 | 2021 |
| 결혼작사 이혼작곡 3 | 2022 |